# Добровље при Мозирју
Добровље при Мозирју (словен. Dobrovlje pri Mozirju) је насељено место у општини Мозирје, Савињска регија, Словенија.

## Историја
До територијалне реорганизације у Словенији било је у саставу старе општине Мозирје.

## Становништво
У попису становништва из 2011. године, Добровље при Мозирју је имало 64 становника.
| Број становника према пописима | Број становника према пописима | Број становника према пописима |
| ------------------------------ | ------------------------------ | ------------------------------ |
| 1991                           | 2002                           | 2011                           |
| 53                             | 60                             | 64                             |

Напомена: До 1955. исказивано под именом Добровље.